# 圣沃堡
圣沃堡（法語：Sainte-Vaubourg，法語發音：[sɛ̃t vobuʁ]）是法国阿登省的一个市镇，属于武济耶区。

## 地理
圣沃堡（49°27'41"N, 4°35'22"E）面积6.91 平方千米，位于法国大東部大區阿登省，该省份为法国北部内陆省份，西接埃纳省，南至马恩省，东临默兹省，北与比利时接壤。
与圣沃堡接壤的市镇（或旧市镇、城区）包括：阿蒂尼、许菲利罗什、库洛姆和马尔克尼、沃香槟。

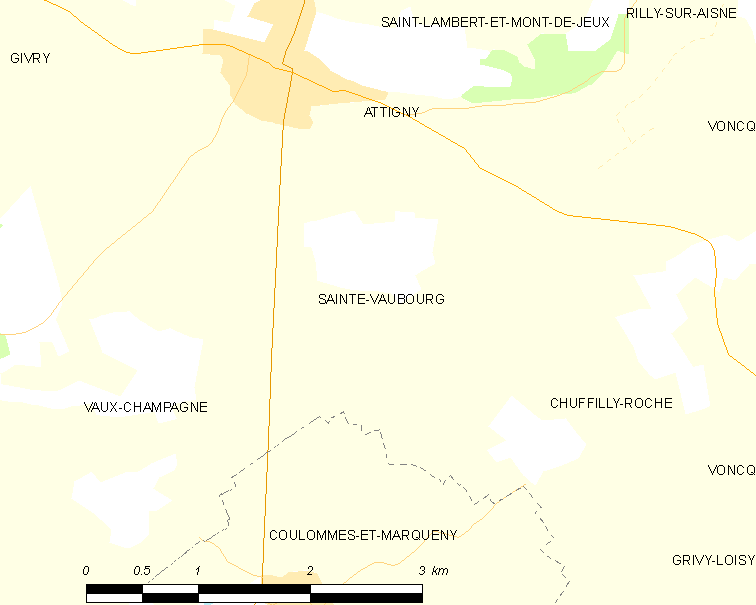
圣沃堡的OSM定位图

圣沃堡的时区为UTC+01:00、UTC+02:00（夏令时）。

## 行政
圣沃堡的邮政编码为08130，INSEE市镇编码为08398。

## 政治
圣沃堡所属的省级选区为阿蒂尼县。

## 人口

1962-2008年间圣沃堡人口变化图示

圣沃堡于2022年1月1日时的人口数量为83人。